# Unfallrate
Unfallrate ist in der Statistik und Unfallforschung das Verhältnis aller Unfälle eines bestimmten Systems innerhalb eines untersuchten örtlichen und zeitlichen Rahmens zur allgemeinen Benutzungshäufigkeit und der Größe dieses Systems. 

## Allgemeines
Die Unfallrate ist eine Kennzahl, die sowohl auf Staatsebene als auch regional ermittelt werden kann. Sie stellt die Anzahl aller Unfälle der Gesamtzahl aller Transaktionen gegenüber. Vereinfacht ausgedrückt wird für die Berechnung der Unfallrate die Anzahl der Unfälle durch die Anzahl der Fahrten dividiert. Die Unfälle werden dabei auf einen bestimmten Ort oder eine Region sowie auf einen bestimmten Zeitraum eingegrenzt. Sie können nach der Unfallart (beispielsweise Arbeitsunfall, Haushaltsunfall, Sportunfall oder Straßenverkehrsunfall) oder nach dem verunfallten Verkehrsmittel (motorisierte: Bahnen, Busse, E-Bikes, E-Scooter, Flugzeuge oder Schiffe wie Binnen- oder Seeschiffe, Containerschiffe und Fähren sowie Segways; nicht motorisierte: Fahrräder, Fußgänger, Skateboards, Tragtiere und Tretroller) unterschieden werden.

## Ermittlung im Straßenverkehr
Die Zahl der Straßenverkehrsunfälle einer bestimmten Straße pro Jahr beispielsweise macht für sich betrachtet noch keine verwertbare Aussage über die Gefährlichkeit dieser Straße, weil auf besonders verkehrsbelasteten oder besonders langen Straßen auch entsprechend mehr Unfälle geschehen. Erst die Unfallrate, d. h. der Quotient aus Unfallzahl und dem Produkt aus Verkehrsstärke und Abschnittslänge, ergibt eine brauchbare Aussage über das Risiko, auf dieser Straße in einen Verkehrsunfall verwickelt zu werden.
Datengrundlage zur Berechnung der Unfallrate {\displaystyle UR} im Straßenverkehr sind die Unfallzahlen {\displaystyle U} (in der Regel pro Jahr), die Abschnittslängen {\displaystyle L} und die aufgrund amtlicher Zählungen errechnete Durchschnittliche tägliche Verkehrsstärke ({\displaystyle DTV}) eines möglichst aktuellen Bezugsjahrs {\displaystyle t}. Als Formel ausgedrückt ergibt sich:
{\displaystyle UR={\frac {U\cdot 10^{6}}{DTV\cdot L\cdot 365\cdot t}}[U/Mio.Kfz-km]}.
Eine bestimmte Straße oder ein Straßenabschnitt gilt als unfallträchtiger Unfallschwerpunkt, wenn die Unfallrate über 20 % liegt. Unfallträchtig ist heute ein Begriff des Bereiches Verkehr, obwohl Unfälle im Haushalten und am Arbeitsplatz keineswegs selten sind. Unfallschwerpunkt ist die Konzentration von gleichen oder ähnlichen Unfällen an einem bestimmten Ort. Die Richtwerte für Unfallschwerpunkte gehen in NRW von drei Unfällen auf Gemeinde-, Kreis-, Landes- und Bundesstraßen (außerorts <500 Meter), auf Autobahnen von drei Unfällen (Auf- oder Abfahrt, <500 Meter) bzw. 6 Unfällen (Strecke, <1000 Meter) aus. 

## Andere Unfallarten
Unfallraten können auch in anderen Fachgebieten berechnet werden. Grundlage ist hierbei stets der Quotient aus Unfallzahl und Benutzungshäufigkeit. Letztere entspricht etwa bei Arbeitsunfällen {\displaystyle A_{u}} der Anzahl der Mitarbeiter ({\displaystyle MA}), Mannstunden/-jahre oder der Arbeitszeit in einem Unternehmen bzw. einer Abteilung:
{\displaystyle Arbeitsunfallquote={\frac {A_{u}}{MA}}\cdot 100\,\%}.
Etwa bei Sportunfällen wird die Zahl der (z. B. jährlichen) Benutzer einer Sportanlage ins Verhältnis der Sportunfälle gesetzt. Im Luftverkehr bezieht man die Unfallrate auf die Anzahl der Flugunfälle pro einer Million Flüge.
Werden in den Zähler des Quotienten nicht die absoluten Zahlen der Unfälle, sondern die volkswirtschaftlichen Unfallkosten eingesetzt, spricht man von der Unfallkostenrate oder Unfallkostendichte.

## Unfallrisiko
Das Unfallrisiko ist die Gefahr, in einen Unfall verwickelt zu werden. Es ergibt sich aus der Unfallrate. Je höher die Unfallrate ist, umso höher ist das Unfallrisiko. 
Das Unfallrisiko kann für alle Verkehrsmittel ermittelt werden. Im Jahre 2000 gab es folgende Todesfälle bei der Nutzung von Verkehrsmitteln:
| Verkehrsmittel | Anzahl Tote 2000 | Unfallrisiko 2017 in % |
| -------------- | ---------------- | ---------------------- |
| PKW            | 4023             | 56,64 %                |
| Motorrad       | 964              | 7,45 %                 |
| Fahrrad        | 635              | 20,57 %                |
| Bahn           | 247              | 2,5 %                  |
| LKW            | 230              | 2,4 %                  |
| Mofa/Moped     | 810              | 3,49 %                 |
| Flugzeug       | 1410             | 0,9 %                  |
| Bus            | 2019             | 1,4 %                  |

Danach ist das Unfallrisiko mit PKW und Fahrrädern am höchsten, das geringste Unfallrisiko weisen Busse und Flugzeuge auf.